# Acridocarpus laurentii
Acridocarpus laurentii là một loài thực vật có hoa trong họ Malpighiaceae. Loài này được De Wild. mô tả khoa học đầu tiên năm 1906.